# Vertraging
Vertraging (deceleratie) is versnelling min of meer tegen de richting van bewegen in, waardoor de grootte van de snelheid minder wordt. Dit gebeurt vaak vanzelf door wrijving, en bij een beweging omhoog door de zwaartekracht.
De vertraging van een voertuig vindt daarnaast plaats door te remmen. Men spreekt dan van de remvertraging. De maximale remvertraging hangt af van de voertuigkarakteristieken, de ruwheid van het wegdek en de weersomstandigheden.
Met andere woorden: de wrijvingscoëfficiënt tussen band en wegdek.
Bij berekeningen, bijvoorbeeld van de remweg, wordt vaak uitgegaan van een maximale (en constante) remvertraging van 8 m/s2 onder ideale omstandigheden.

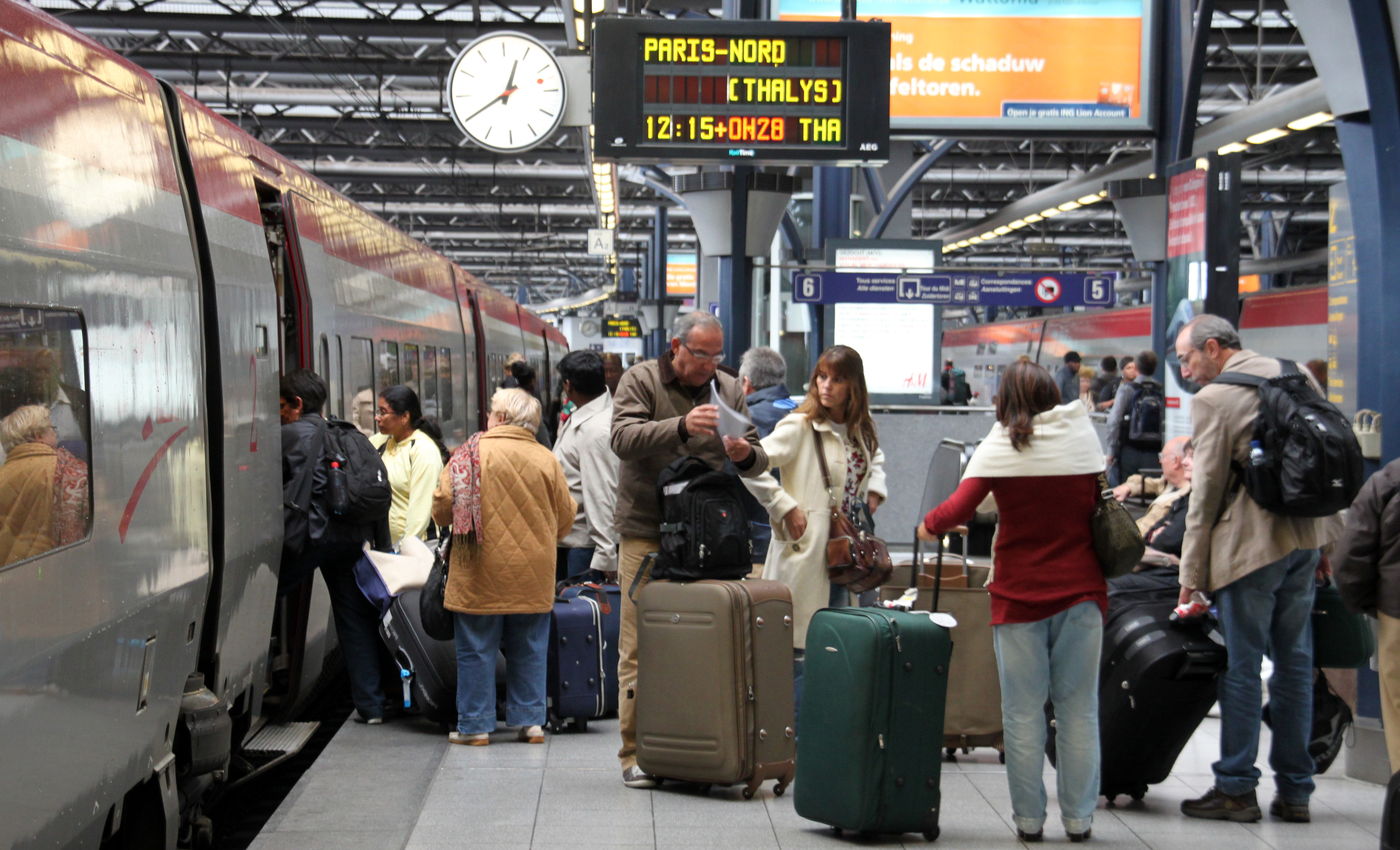
Een trein met vertraging.

De term vertraging wordt ook gebruikt als iets later dan verwacht of gepland gebeurt ("De bouw van de tunnel liep een jaar vertraging op."). Als dit de voltooiing van een werk betreft kan het komen omdat later begonnen is en/of dat het werk zelf langer geduurd heeft.

## Openbaar vervoer
Vertraging van een voertuig voor openbaar vervoer ("De trein had 10 minuten vertraging.") kan het te laat vertrekken betreffen, en/of het te lang over de reis zelf doen. Soms wordt de vertraging tijdens de reis geheel of gedeeltelijk ingehaald door sneller te rijden en/of korter bij de haltes te stoppen. Soms worden hiertoe ook met opzet haltes overgeslagen.